# ناریتا اوجیناگا
ناریتا اوجیناگا (به ژاپنی: 成田氏長)؛ (تولد ۱۵۴۲ میلادی- مرگ ۱۵۹۶) سامورایی، دایمیو پسر ارشد ناریتا ناگایاسو اهل ژاپن بود. وی برادر ناریتا یاسوسوئه و عموی ناریتا ناگاچیکا بود. ابتدا به مانند دیگر اعضای خاندان ناریتا در خدمت کانری (معاون شوگون) منطقه کانتو، خاندان اوئه سوگی بود اما پس از مرگ پدر به خدمت خاندان هوجوی اخیر درآمد.